# Municipio de Scranton (Dakota del Norte)
El municipio de Scranton (en inglés: Scranton Township) es un municipio ubicado en el condado de Bowman en el estado estadounidense de Dakota del Norte. En el año 2010 tenía una población de 67 habitantes y una densidad poblacional de 0,74 personas por km².

## Geografía
El municipio de Scranton se encuentra ubicado en las coordenadas 46°10′11″N 103°10′44″O / 46.16972, -103.17889. Según la Oficina del Censo de los Estados Unidos, el municipio tiene una superficie total de 90.66 km², de la cual 90,43 km² corresponden a tierra firme y (0,25 %) 0,23 km² es agua.

## Demografía
Según el censo de 2010, había 67 personas residiendo en el municipio de Scranton. La densidad de población era de 0,74 hab./km². De los 67 habitantes, el municipio de Scranton estaba compuesto por el 100 % blancos. Del total de la población el 1,49 % eran hispanos o latinos de cualquier raza.